# Курт Нельке
Курт Нельке (нім. Kurt Nölke; 5 вересня 1914, Ганновер — 20 січня 1944, Біскайська затока) — німецький офіцер-підводник, корветтен-капітан крігсмаріне.

## Біографія
25 вересня 1935 року вступив на флот. З 5 грудня 1941 по 27 березня 1942 року — командир підводного човна U-20, з 6 травня 1942 року — U-263. 27 жовтня 1942 року вийшов у перший похід. 24 листопада човен був сильно пошкоджений під час авіанальоту і після повернення з походу 29 листопада став на ремонт, який тривав рік. Нельке все ще офіційно залишався командиром човна. З 20 грудня 1942 по 11 лютого 1943 року виконував обов'язки командира U-584, на якому здійснив 1 похід (30 грудня 1942 — 11 лютого 1943). 19 січня 1944 року вийшов у свій останній похід на відремонтованому U-263, а наступного дня човен потонув у Біскайській затоці південно-західніше Ла-Рошелі (45°40′ пн. ш. 03°00′ зх. д.) внаслідок аварії паливного баку під час занурення. Всі члени екіпажу (51 особа) загинули.
Всього за час бойових дій потопив 2 кораблі загальною водотоннажністю 12 376 тонн.
| Дата              | Назва корабля | Тип               | Тоннаж | Вантаж                      | Екіпаж | Загинули | Країна             | Конвой |
| ----------------- | ------------- | ----------------- | ------ | --------------------------- | ------ | -------- | ------------------ | ------ |
| 20 листопада 1942 | Grangepark    | Торговий пароплав | 5,132  | 2000 тонн державних товарів | 71     | 4        | Британська імперія | KMS-3  |
| 20 листопада 1942 | Prins Harald  | Торговий теплохід | 7,244  | Військові матеріали         | ?      | 3        | Норвегія           | KMS-3  |

## Звання
- Морський кадет (25 вересня 1935)
- Фенріх-цур-зее (1 липня 1936)
- Лейтенант-цур-зее (1 квітня 1938)
- Оберлейтенант-цур-зее (1 жовтня 1939)
- Капітан-лейтенант (1 червня 1942)
- Корветтен-капітан (1 січня 1944)

## Нагороди
- Медаль «За вислугу років у Вермахті» 4-го класу (4 роки)
- Нагрудний знак підводника (листопад 1939)
- Залізний хрест
  - 2-го класу (11 червня 1940)
  - 1-го класу (30 листопада 1942)